# Henbury (Meteorit)
Koordinaten: 24° 34′ 22,9″ S, 133° 8′ 52,3″ O

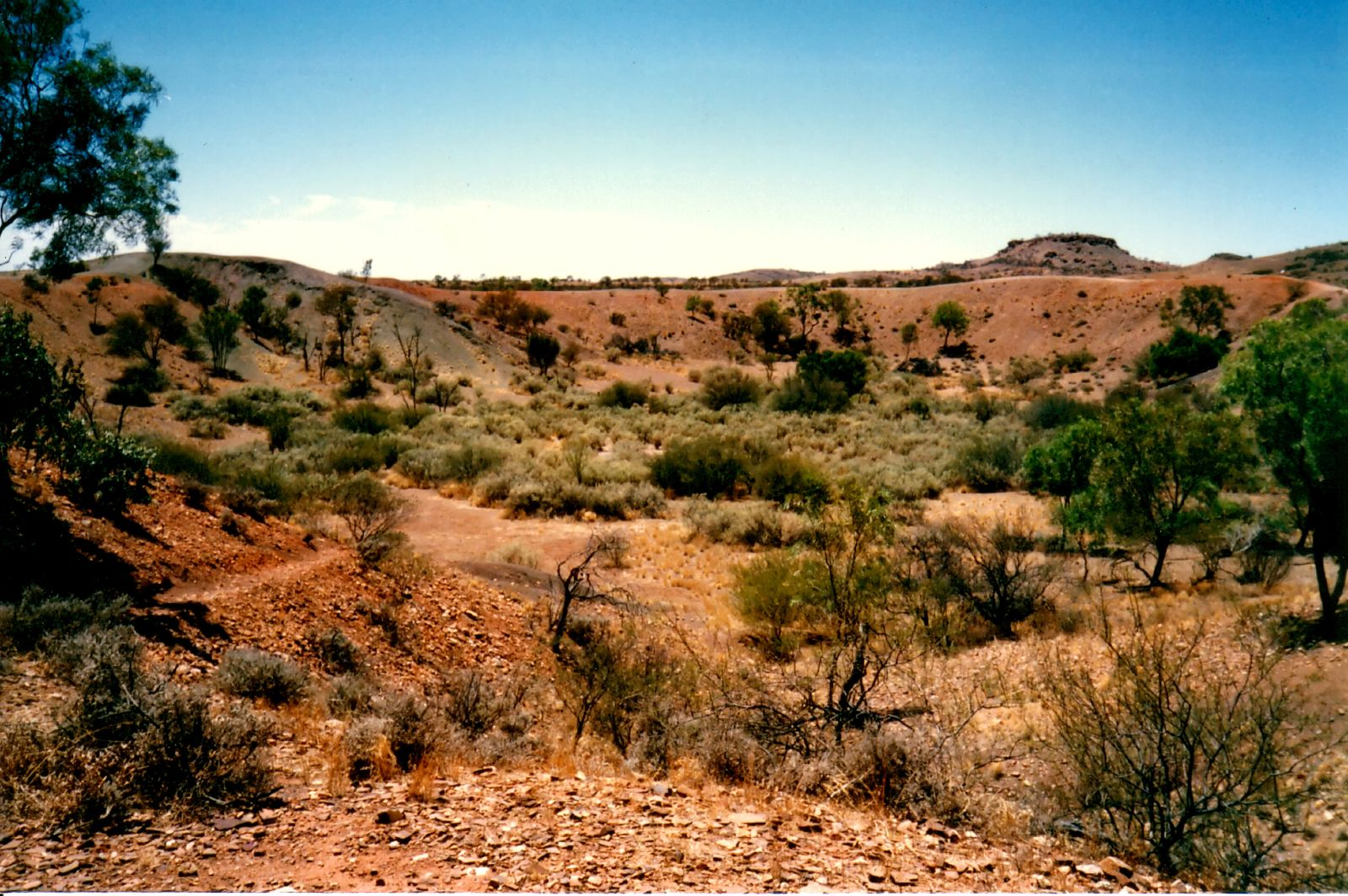
Henbury-Meteoritenkrater

Henbury ist eine Gruppe von zwölf bestätigten und mehreren unbestätigten Meteoriten-Impaktstrukturen, ca. 120 Kilometer südwestlich von Alice Springs im Northern Territory, Australien. Der größte der Henbury Krater misst 157 Meter im Durchmesser. Die Anordnung der Impaktstrukturen und die Verteilung der Meteoritenfragmente entlang einer 6 km langen Achse weist auf eine sukzessive Fragmentation des Meteoroiden entlang seiner Flugbahn bis kurz vor dem Einschlag der kraterbildenden Hauptmassen hin.

## Entdeckung und frühe Erforschung
Der Zeitpunkt des Einschlags eines mittelgroßen Eisenmeteoriten (Mittlerer Oktaedrit, Gruppe IIIAB) wird vor 4200 ± 1900 Jahren, also im Holozän, datiert. Erwähnt wurde das Kraterfeld erstmals 1899 in der Korrespondenz des Gründers der Henbury Cattle Station, Walter Parke, mit dem bekannten Anthropologen Frank J. Gillen. Die erste wissenschaftliche Beschreibung erfolgte 1931 durch Professor Arthur Alderman von der Adelaide University. In Aldermans Bericht wurden erstmals radialstrahlige Auswurfstrukturen beschrieben, wie sie bisher lediglich von Impaktstrukturen auf dem Mond bekannt waren. 1931 und 1932 folgten zwei Expeditionen unter der Leitung von Robert Bedford aus Kyancutta. Während der ersten Expedition wurden rund 200 kg an Meteoritenfragmenten geborgen. Dabei handelte es sich überwiegend um Schrapnelle, d. h. Fragmente der beim Impakt zerstörten und aus den Kratern ausgeworfenen Massen. 1932 führte Bedford Grabungen in den kleineren Impaktkratern durch. Im Krater Nr. 13, der in späteren Publikationen den Namen „Discovery Crater“ trägt, fand Bedford in rund zwei Metern Tiefe mehrere stark korrodierte Eisenmassen mit einem Gesamtgewicht von ~ 200 kg. Darüber hinaus entdeckte Bedford ein Streufeld aus weiteren Meteoritenfragmenten, das sich 1 bis 5 km nordöstlich des eigentlichen Kraterfeldes erstreckte. Dabei handelte es sich nicht um Impaktschrapnelle, sondern um Meteoriten mit eindeutigen Ablationsmerkmalen, d. h. individueller Flughistorie. Insgesamt wurden durch Alderman und Bedford ~ 1350 Einzelmassen geborgen, wovon Bedfords Anteil etwas über 425 kg betrug. Ein Großteil seiner Aufzeichnungen und Funde sandte Bedford später an das British Museum in London.

## Bestimmung der Flugrichtung
Während sich die Forschung in der Folgezeit bei der Rekonstruktion des Impakts nahezu ausschließlich an der Lage und Anordnung der Impaktstrukturen orientierte, blieben Lage und Orientierung des Auswurfmaterials, vor allem aber die Verteilung der Meteoritenfragmente, nahezu unbeachtet. Die Flugrichtung des Henbury Boliden wurde deshalb allein basierend auf der Größenverteilung der einzelnen Strukturen im Kraterfeld bis in die 1990er Jahre mit Westsüdwest nach Ostnordost angegeben. Heute weiß man, dass diese Theorie aufgrund der Hauptauswurfrichtung der Kraterschrapnelle nach West und Südwest ausgeschlossen werden kann. Auch das 1932 von Bedford und 1997 von McColl dokumentierte Streufeld mit hunderten von kleineren Einzelmassen mit individueller Ablationshistorie im Nordosten der Impaktstrukturen widerspricht dieser Theorie. Erst 2012 gelang Buhl & McColl unter Einbezug aller verfügbaren Daten der eindeutige Nachweis der Flugrichtung des Henbury Boliden von Ostnordost nach Westsüdwest.

## Kulturelle Bedeutung
Nach Berichten des Prospektors J.M. Mitchell trägt diese Formation in der Kultur der Aborigines den Namen Chindu chinna waru chingi yaku, was übersetzt so viel wie „Sonne geht Feuer Teufels Felsen“ bedeutet – dies wäre ein Indiz dafür, dass der Fall und die Explosion des Meteoriten beobachtet wurde. Nach Aussagen von Alderman und Bedford ist der Ursprung der Henbury Kraterstrukturen den lokalen Aborigine-Stämmen jedoch unbekannt. Im Zentrum des Kraterfeldes befindet sich heute ein von der Administration des Henbury Conservation Reserve anerkanntes Heiligtum des Aborigine. Der australische Anthropologe Duane W. Hamacher weist in diesem Zusammenhang auf ein Tabu der Stammesältesten hin, welches diesen verbietet, die mit den Aborigine-Heiligtümern in Verbindung stehenden Legenden mit Europäern zu teilen.

## Touristische Erschließung
Da die Krater von Zeit zu Zeit den seltenen Regen im Outback sammeln, dienen sie auch als wichtige Wasserquelle. Seit 1934 sind die Hauptkrater als Naturreservat geschützt. Das heutige Henbury Meteorites Conservation Reserve besteht seit 1983 und schließt neben den 12 Impaktstrukturen auch den größten Teil des Meteoritenstreufeldes im Nordosten der Krater ein. Touristisch waren die Krater trotz ihrer, in australischen Maßstäben gesehen, geringen Entfernung vom allseits bekannten Uluṟu über lange Jahre nur wenig relevant, da sie abseits der üblichen Touristenwege im Outback liegen und nur über die unasphaltierte Ernest Giles Road zu erreichen sind. Mittlerweile wächst der Besucherstrom an, über 25.000 Touristen besuchen den Ort jedes Jahr.